# Parafia Świętych Piotra i Pawła w Welland
Parafia Świętych Apostołów Piotra i Pawła w Welland (ang. Sts Peter and Paul Parish) – parafia rzymskokatolicka położona w Welland, w prowincji Ontario w Kanadzie.
Jest ona parafią wieloetniczną w diecezji St. Catharines, z mszą w języku polskim dla polskich imigrantów.
Ustanowiona w 1913 roku. Parafia została dedykowana Świętym Apostołom Piotrowi i Pawłowi.

## Nabożeństwa w j. polskim
- Niedziela – 11:00